# Емил Шошев
Емил Иванов Шошев е български офицер, бригаден генерал.

## Биография
Роден е на 3 октомври 1964 г. в благоевградското село Осеново. През 1986 г. завършва Висшето народно военно училище във Велико Търново с профил Cвързочни войски – Радиоспециалисти. Службата му започва като началник на радио релейна станция Р-414 в 65-и свързочен полк – Нова Загора. От 1989 до 1992 г. е началник на Опорен свързочен възел (ОСВ) в 44-та стационарно-опорна свързочна мрежа (СОСМ). През 1993 г. е заместник-командир на взвод на българската мисия в Камбоджа. Същата година се връща и е назначен за началник-щаб на зона в 44 СОСМ. Остава на този пост до 1996 г., когато постъпва във Военната академия в София. Там завършва през 1998 г. магистърска степен по оперативно-тактическо ръководство на отбраната и въоръжените сили. След това става началник на отделение „Личен състав“ в 44 СОСМ. От 1999 до 2000 г. е началник на зона от ОСВ в 44 СОСМ. В периода 2000 – 2002 г. е старши помощник-началник в КСКИС, а след това до 2003 г. е началник на направление в същата служба. От 2003 до 2004 г. е началник-щаб на 44 СОСМ. През 2004 – 2005 г. отново учи във Военната академия, Факултет „Национална сигурност и отбрана“ – магистърска степен по стратегическо ръководство на отбраната и въоръжените сили. След това отново е началник-щаб на 44 СОСМ. Между 2006 и 2009 г. е началник-щаб на Командване и щаб на Свързочна бригада. През 2009 г. е национален командир на контингента ни в Кабул, Афганистан. От 2009 до 2011 г. е командир на Командване и щаб на Свързочна бригада. В периода 2011 – 2014 г. е командир на Стационарна КИС. На 28 април 2014 г. е назначен на длъжността дирекция „Комуникационни и информационни системи“ на Министерството на отбраната и удостоен с висше офицерско звание бригаден генерал, считани от 29 юли 2014 г.
Освободен от длъжността директор на дирекция „Комуникационни и информационни системи“ и от военна служба, считано от 3 октомври 2022 година, поради навършване на пределната възраст за притежаваното звание.

## Военни звания
- лейтенант – 30 август 1986 г.;
- старши лейтенант – 1989 г.;
- капитан – 1993 г.;
- майор – 1996 г.;
- подполковник – 2000 г.;
- полковник – 29 септември 2003 г.;
- бригаден генерал – 29 юли 2014 г.

## Награди
- медал на ООН – 1993 г. – по повод участие в мироопазваща операция на ООН в Камбоджа;
- медал НАТО – 2009 г. – мисия в Афганистан;
- награден знак за „За отлична служба“ І степен – 2008 г.;
- почетния знак на Министерство на отбраната „Свети Георги“ ІІ степен – 2009 г.;
- награден знак „За участие в мисия“ – 2009 г.;
- почетен – награден знак „БЪЛГАРИЯ – НАТО“ – посребрен-втора степен – 2014 г. – министър на отбраната.
- предметни награди – 2010, 2011 и 2013 г.;
- похвални грамоти – 2011, 2015 и 2016 г.;
- награден знак за „За вярна служба под знамената“ І степен – 2017 г. – министър на отбраната;
- медал за висок професионализъм – 2018 г. – Република Италия;
- юбилеен медал „100 години Първа световна война